# Саилиджи, Абдирахман
Абдирахман Абдиллахи Исмаил Саилиджи (сомал. Cabdiraxmaan Cabdilaahi Ismaaciil Saylici; род. 28 октября 1956, Сайла, Сайла и Лугхая) — сомалилендский политический деятель, член Партии мира, единства и развития. Вице-президент Сомалиленда с 27 июля 2010 по 12 декабря 2024 года.

## Биография
Абдирахман Абдилахи Исмаил родился 28 октября 1956 года в провинции Салаль в городе Сайле. Получал начальное и среднее образование в Сайле, Бораме, Салали и Аудали с 1967 по 1975 год. Затем переехал в Харгейсу для получения высшего образования. В период с 1975 по 1979 год учился в Техническом институте Харгейсы, где получил специальность инженера-строителя.
С 1980 по 1986 год и с 1987 по 2001 год Абдирахман Абдиллахи Исмаил работал в компании Brothers Company for Business and Construction. Долгое время занимался предпринимательской деятельностью, руководил собственной строительной компанией. Его строительная компания Borama Construction Company внесла немалый вклад в восстановлении многих регионов Сомалиленда в период с 1980 по 2002 год.
В 2003 году Саилиджи вступил в Партию мира, единства и развития («Кульмие»). Был одним из первых избранных членов городского совета Сайли, баллотировался от «Кульмие» на муниципальных выборах, проходивших с 2001 по 2003 год.
В 2008 году он стал заместителем председателя и кандидатом на пост кандидата от президента Ахмеда Махамеда Махамуда из Партии мира, единства и развития. На президентских выборах 2010 года Абдирахман Абдиллахи Исмаил был избран вице-президентом Республики Сомалиленд.
В марте 2021 года Саилиджи получил положительный тест на COVID-19.